# Ulica św. Ducha w Elblągu
Ulica św. Ducha (niem. Heilig Geist Straße) – ulica w Elblągu, na Starym Mieście.

## Nazwa
Nazwana tak w źródłach po raz pierwszy w 1333, nazwa ta funkcjonowała do 1954, a następnie została na całej długości nazwana Wigilijną. W 1990 zachodniemu odcinkowi ulicy nadano jej obecną nazwę, wyodrębniając ją z dotychczasowej Wigilijnej. Ulica bierze swą nazwę od kompleksu szpitalnego pw. świętego Ducha, którego kościół służy współcześnie za siedzibę Biblioteki Elbląskiej.